# Lyssnarapparat

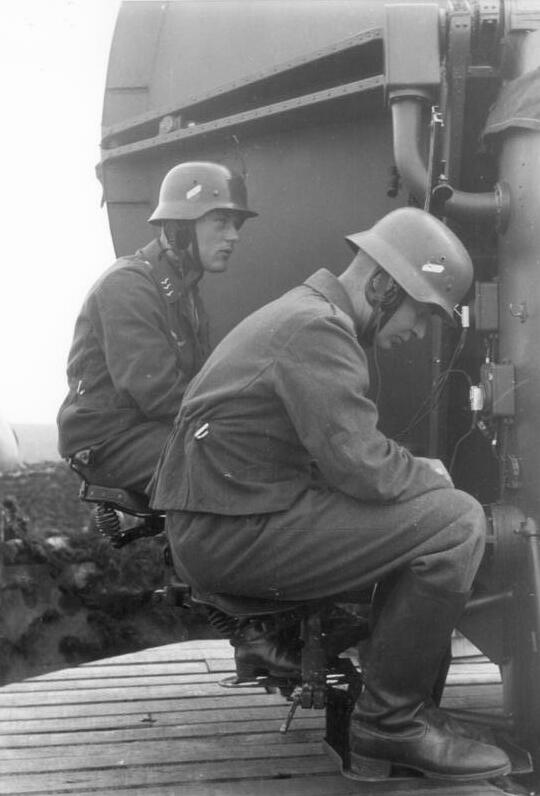
Tyska soldater vid lyssnarapparat.

Lyssnarapparat var en militärt använt instrument för att fastställa läget för annalkande fientliga plan, som inte kunde iakttas med optiska hjälpmedel på grund av mörker, dimma mol eller dylikt.
Lyssnarapparater användes för inriktande av luftvärnsstrålkastare, undantagsvis direkt för inriktande av luftvärnskanoner, även om luftvärnseld baserad enbart på lyssnarapparater oftast gav ringa verkan. En lyssnarapparat består av fyra trattar eller paraboliska ljudspeglar placerade parvis på omkring två meters avstånd eller mera från varandra. Vardera paret betjänas av en person, "lyssnare", som försöker fastställa var ljudet blir lika starkt i båda öronen, och utifrån detta kan planets position på himlen fastställas. På grund av ljudhastigheten måste sedan flygplanets verkliga position beräknas och då måste man väga in vindriktning, flygplanstyp utifrån motorljudet med mera.
I Sverige utprovades de första lyssnarapparaterna av tysk tillverkning 1932.
Utvecklingen av radarn gjorde lyssnarapparaterna föråldrade.